# Estádio Municipal Irmão Gino Rossi
Estádio Municipal Irmão Gino Rossi – stadion wielofunkcyjny w Pouso Alegre, Minas Gerais, Brazylia, na którym swoje mecze rozgrywa klub Guarani Futebol Clube.